# União das Freguesias de Moura Morta e Vinhós
Die União das Freguesias de Moura Morta e Vinhós ist eine portugiesische Gemeinde (Freguesia) im Kreis (Concelho) Peso da Régua im Norden Portugals.

## Geschichte
Die Gemeinde entstand im Zuge der Gebietsreform vom 29. September 2013 durch die Zusammenlegung der ehemaligen Gemeinden Moura Morta und Vinhós.
Moura Morta wurde Sitz der neuen Verwaltung.

## Demographie
| Freguesia | Freguesia            | Freguesia | Freguesia       | ehemalige Freguesias | ehemalige Freguesias | ehemalige Freguesias | ehemalige Freguesias |
| --------- | -------------------- | --------- | --------------- | -------------------- | -------------------- | -------------------- | -------------------- |
| Wappen    | Freguesia            | Einwohner | Fläche in (km²) | Wappen               | Freguesia            | Einwohner            | Fläche in (km²)      |
|           | Moura Morta e Vinhós | 750       | 12,8            |                      | Moura Morta          | 522                  | 3,56                 |
|           | Moura Morta e Vinhós | 750       | 12,8            | Vinhós               | 500                  | 9,21                 |                      |